# エステメノスクス
エステメノスクス (Estemmenosuchus) は古生代ペルム紀中期 (約2億6,700万年前)に生息していた単弓類の絶滅した属。エステンメノスクスとも。単弓綱・獣弓目・ディノケファルス亜目（恐頭亜目）。巨大な角と口吻から覗く鋭い牙という、あたかも鬼のような形相の頭部を持つ。学名はラテン語で「冠をかぶったワニ」を意味する。

## 特徴
この動物の属するディノケファルス類は別名「恐頭類」ともいわれ、他にはモスコプス、アンテオサウルスなどが属する。口吻部の鋭い牙や頭部の角や突起、或は異様に肥厚した頭骨など、異様な外観の頭部を持つものも少なくない。その中においても、このエステメノスクスは異彩を放っていた。鼻の上、頬や頭の上部に大きな骨の隆起を持っており、個体によってはヘラジカの枝角にも似た角状にまでなっているものが存在した。おそらくオスのものであると考えられ、性的アピールのためのディスプレイとして派手な彩色が施されていた可能性がある。
食性は、尖った切歯や犬歯の存在から、肉食であったという説もある。しかし鈍重な体躯をしている事から、獲物を追って捕らえることは困難であり、腐肉食がせいぜいであったといわれる。また植物食説にしても、それ程植物食に適化した歯を持っていた訳ではない。そのため、沼などの水底に堆積した腐葉土などを食べていたとする説も唱えられた。これは、分解の進んだ植物を食べることで消化の負担を軽くしていたということである。とはいえ、未だこの生物の食性については納得のいく結論が出ていない。
胴体はビヤ樽のようであり、鈍重な生物であったと思われる。大きさは大型のE・ウラレンシスでは最大で頭蓋長約約60〜70cm、体長は4.5mに達すると思われる。ペルム紀の獣弓類ではモスコプスなどとならんで最大級となる。
ちなみにこの生物の化石には、極めて珍しいことに皮膚が残されていた。その表面には鱗はなく、無数の腺が発見されたという。これは汗腺であり、既にディノケファルス類の段階で発汗による体温調節能力を持っていたともいわれる。ただし、頭頂孔がまだ大きい事から、この説には疑問が残る。

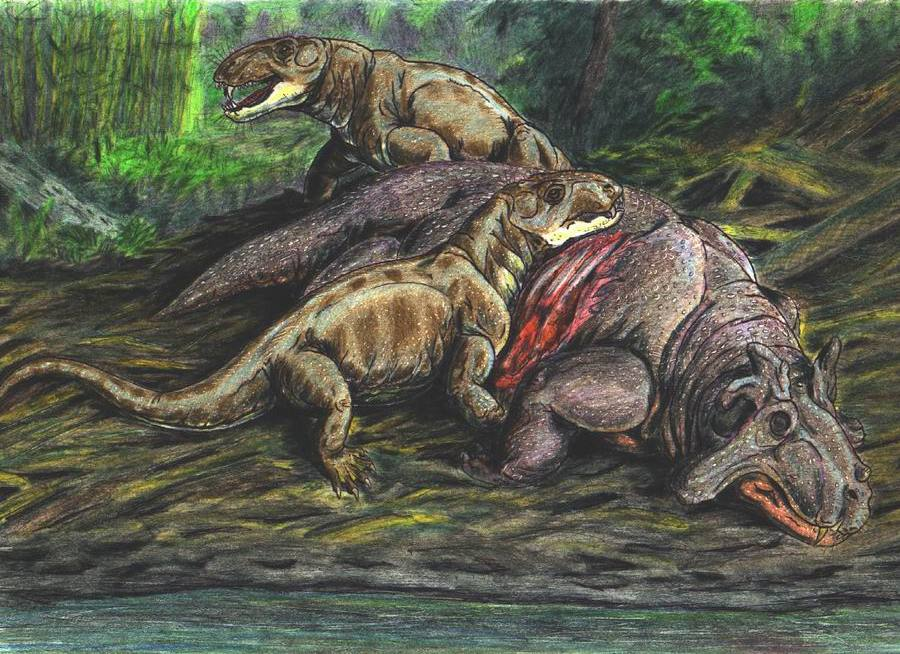
肉食性ディノケファルス類のアーケオシオドンに捕食されるエステメノスクス。

## 分類
エステメノスクスを含むエステメノスクス上科は、その原始的な形質から最初期に派生したディノケファルス類であるといわれる。
エステメノスクスには二つの種が、ともにロシアのウラル山脈西部などから知られている。頭蓋骨の形態と角の形、及び身体の大きさによって分類される。一つは大型のE・ウラレンシスで、こちらは角はそれ程派手ではない。一方のE・ミラビリスは前者に比べてやや小柄であるが、頭部の板状の突起が大きく広がり、異様な姿であった。そのため、ミラビリス（驚異的）という種小名が与えられた。

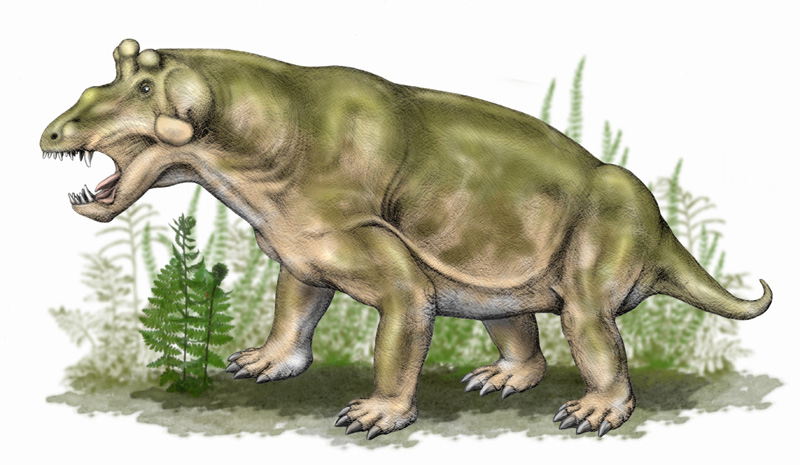
E・ウラレンシス Estemmenosuchus uralensis
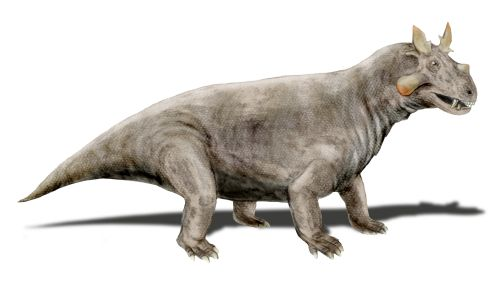
E・ミラビリス Estemmenosuchus mirabilis